# El Depredador
El Depredador (en el original en inglés The Predator, también conocida como Depredador 4) es una película estadounidense de 2018 perteneciente al género de ciencia ficción y de acción dirigida por Shane Black y escrita por Black y Fred Dekker. Es la cuarta entrega de la serie de películas Depredador, y tiene lugar entre los acontecimientos de Depredador 2 (1990) y Depredadores (2010). Black tuvo un papel secundario en la película original Depredador de 1987, mientras que Joel Silver, John Davis y Lawrence Gordon regresaron como productores de las dos primeras entregas.
La película está protagonizada por Boyd Holbrook, Olivia Munn, Trevante Rhodes, Keegan-Michael Key, Sterling K. Brown, Jacob Tremblay, Yvonne Strahovski, Alfie Allen y Thomas Jane. El rodaje se completó en junio de 2017 y fue estrenada el 14 de septiembre de 2018, a través de 20th Century Fox, en formato IMAX, así como en formatos estándar.

## Argumento
Una nave Yautja se estrella en la Tierra, su piloto se eyecta y su cápsula cae en Centroamérica, mientras la nave se estrella en algún lugar de Norteamérica. 
El francotirador de las fuerzas especiales Quinn McKenna y su equipo, quien está allí en una misión de rescate son atacados por el tripulante de la nave. McKenna, único sobreviviente del equipo, incapacita al Depredador, pero comprendiendo que esto es un asunto delicado huye del lugar llevándose la biomáscara, el dispositivo de camuflaje y la computadora portátil del alienígena. Poco después es interceptado por agentes gubernamentales, logrando evitar que se apoderen de la tecnología alienígena al haberla enviado previamente por encomienda postal a casa de Emily, su exesposa.
Por su parte, el agente del ejército estadounidense Will Traeger lleva al Depredador a un laboratorio para experimentación y observación, reclutando a la bióloga evolucionista Casey Bracket para estudiarlo ya que han encontrado vestigios de ADN humano. El Depredador despierta, libera sus ataduras y mata a los trabajadores del laboratorio, dejando viva a Bracket. 
Antes de irse, la criatura rastrea la ubicación de sus aparatos, los cuales ya fueron entregados en la casa de Emily en víspera de Halloween; allí el hijo autista de Quinn, Rory, toma los equipos y tras descifrar su idioma y modo de uso los utiliza como disfraz para salir a pedir dulces, esperando evitar así a los matones que suelen acosarlo.
Como una forma de encubrir el evento, Quinn es declarado mentalmente incapaz y puesto en un bus que lo llevará a un sanatorio junto a un grupo de otros veteranos con problemas mentales, incluyendo al ex-marine Gaylord "Nebraska" Williams, los veteranos militares Coyle y Baxley, el piloto de helicóptero Nettles y Lynch, otro ex-marine. Viendo cómo el Depredador escapa del laboratorio, ellos toman control del bus, rescatan a Bracket y juntos se dirigen a la casa de Emily, intentado recuperar la armadura antes que el Depredador que McKenna envió por correo a su hogar. 
Quinn y los demás lo encuentran justo a tiempo para detener a un par de sabuesos depredadores de atacar al chico. El Depredador aparece y los persigue hasta una escuela cercana donde deciden devolverle la armadura, pero cuando otro depredador aún más grande llega y mata al primero. Ellos huyen y el segundo Depredador comienza a buscar la tecnología perdida. 
Tras analizar muestras de sangre alienígena Bracket concluye que los Depredadores están intentando mejorarse a sí mismos incluyendo ADN humano y de especies de otros planetas. Ellos huyen hacia un granero, pero Traeger los encuentra y los captura, compartiendo su teoría de que el cambio climático nos destruirá, lo que impedirá que los Depredadores puedan obtener ADN humano para futuras hibridaciones, por lo que intentan obtenerlo antes de que nos extingamos, también les explica que el primer depredador era un traidor que huyó para traer a la Tierra algún tipo de dispositivo muy valioso, por lo que el segundo fue enviado para detenerlo, destruir el dispositivo y eliminar cualquier pista de su presencia.
Al ver que Rory dibuja un mapa hacia la nave, Traeger se lo lleva para que lo guíe dando a sus hombres la orden de ejecutar a los demás. En paralelo, el segundo depredador ataca la casa de Emily, asesina a los agentes que la mantenían detenida y descubre entre las pertenencias de Rory otro mapa con la ubicación de la nave del primer depredador.
McKenna y su equipo escapan con la ayuda de un Sabueso Depredador que sufrió daño cerebral tras ser herido, por lo que ahora se ha encariñado con Bracket y sigue al grupo. 
Cuando todos llegan al lugar donde se estrelló la nave del Depredador, el segundo Depredador llega, mata a Lynch y les explica, a través de un software de traducción, que hará explotar la nave para que no caiga en sus manos y les dará una ventaja antes de que los cace señalando que reconoce a McKenna como un individuo superior al que desea como trofeo. El Depredador mata a la mayoría del equipo. Traeger intenta usar un arma del Depredador en contra del extraterrestre, pero ésta falla y se mata accidentalmente en el proceso.
El Depredador se lleva a Rory a su propia nave y Bracket comprende que es ése el McKenna a quien se refería ya que, desde su perspectiva, su autismo es un signo de evolución valioso para sus experimentos. Durante el despegue McKenna, Nebraska y Nettles aterrizan sobre la nave, pero el Depredador activa un campo de fuerza que corta las piernas de Nettles y lo hace caer a su muerte. Nebraska, afectado por la altura, se sacrifica a sí mismo lanzándose en la turbina de la nave, causando que ésta se estrelle. McKenna se introduce en la nave mientras ésta desciende y ataca al Depredador. Cuando se estrellan, Bracket y el sabueso llegan y entre los tres logran matar al Depredador; tras esto presentan sus respetos a sus camaradas caídos enterrando un objeto representativo de cada uno antes de irse.
Tiempo después McKenna, ahora en el puesto de Traeger, llega a un laboratorio donde Rory los ayuda a comprender la tecnología yautja. Allí es informado que el dispositivo sobrevivió a la explosión de la primera nave y fue recuperado. Una pieza de tecnología flota fuera de su cápsula y rodea a un trabajador del laboratorio, notándose que esta tecnología funciona como un traje "Matadepredadores" antes de desactivarse, siendo una ayuda que el primer Depredador les dejó a los humanos para que luchen con los seres más grandes de su raza si éstos vuelven a la Tierra.

## Reparto
- Boyd Holbrook como Quinn McKenna, exmarido de Emma y padre de Rory y comandante de las Fuerzas Especiales que descubre la existencia de los depredadores, pero descubre que nadie cree que existan. Originalmente se le ofreció el papel a James Franco, pero éste lo rechazó, antes de que Benicio del Toro fuera seleccionado, quien luego tuvo que retirarse debido a conflictos de programación.

- Trevante Rhodes como Nebraska Williams,[7] un marine que se alista en una operación especial de caza de depredadores encabezada por Quinn, su mejor amigo.[8]

- Jacob Tremblay como Rory McKenna, el hijo de Emma y Quinn, tiene Asperger y es víctima de bullying en la escuela, pero se convierte en una pieza clave en la lucha contra los depredadores debido a su extraordinaria inteligencia y habilidad para aprender idiomas.

- Keegan-Michael Key como Coyle, un veterano militar que se une a Quinn y Williams para luchar contra los depredadores.[9]

- Olivia Munn como Casey Bracket, una científica bióloga que se une a la misión para combatir a los depredadores.

- Sterling K. Brown como Will Traeger, agente del gobierno que encarcela a Quinn pero luego busca su ayuda para luchar contra los depredadores.[10]

- Thomas Jane como Baxley, un veterano militar de las guerras de Afganistán e Irak quien tiene síndrome de Tourette. Se une a Quinn y a otros ex marines y veteranos en la lucha contra los depredadores.

- Alfie Allen como Lynch, un marine que se une a Quinn y otros marines y veteranos en la lucha contra los depredadores.[11]

- Augusto Aguilera[12] como Nettles, un expiloto de helicópteros Blackhawk que sufrió una lesión de trauma cerebral por un accidente en el pasado.

- Jake Busey[13] como Sean Keyes, el hijo de Peter Keyes, personaje de la primera secuela, interpretado por su padre en la vida real, el actor Gary Busey.

- Yvonne Strahovski como Emily McKenna, la exesposa de Quinn y madre de Rory.

- Niall Matter[14] como Sapir

- Brian A. Prince como el Depredador
- Javier Lacroix como el cantinero que Holbrook busca en México para mandar por paquetería los accesorios de El Depredador a su casa.

## Producción

### Preproducción
En junio de 2014, Fox anunció una secuela que Shane Black, quien también coprotagonizó como el personaje secundario Rick Hawkins en Depredador, dirigiría y co-escribiría junto a Fred Dekker con John Davis como productor. Davis ha dicho de la película que crearon "es nueva y vuelve a imaginar la franquicia de una manera diferente e interesante." En febrero de 2016, Black confirmó que el título de la nueva secuela sería El Depredador (The Predator). Shane Black se ha referido al proyecto como una película de eventos que tiene como objetivo elevar la serie Depredador: "Es un intento de 'volver a hacer' al Depredador de nuevo ... Un intento de hacerlo más misterioso." Black también expresó que la película marcaría un regreso a la escala "íntima" de la película original y que los realizadores esperaban lograr "la misma sensación de asombro y novedad que tuvo Close Encounters of the Third Kind cuando salió".
Shane Black luego confirmó que la película estaría ambientada en la actualidad y que el personaje titular tendría un conjunto mejorado de armadura. Black también indicó que la película sería una secuela ambientada en el presente, 2018, siguiendo los eventos de Depredador y Depredador 2, pero ambientada antes de los eventos de la película Depredadores, de 2010. También mencionó que buscó los detalles de la trama establecidos en las películas Depredador anteriores a las que podía vincular retrospectivamente con la nueva cinta. Con ese fin, Jake Busey fue elegido como el hijo de Peter Keyes, un personaje que fue retratado por el mismo padre de Busey, Gary Busey, en Depredador 2. En febrero de 2016, el estudio reveló una imagen de la película, confirmando el título de El Depredador.
Martin Whist se desempeñó como diseñador de producción de la película, mientras que la casa de efectos Amalgamated Dynamics proporcionó los efectos de la criatura para El Depredador, habiéndolo hecho previamente para las dos primeras películas de Alien vs. Depredador.
En una entrevista con Variety en septiembre de 2016, Stacey Snider, la actual directora ejecutiva de 20th Century Fox, habló un poco sobre El Depredador y sus pensamientos sobre el guion de Shane Black y Fred Dekker:

Tenemos una película de Depredador que sale inesperada y completamente fresca. Imaginé que tomaría 500 horas leer el guion, que sería una jungla interior, más jungla exterior y luego se daría la pelea, pero Emma [Watts] salió y reclutó a Shane Black. Desde la primera página, no se leía como una película de Depredador. Está ambientada en los suburbios. Hay un niño pequeño y su padre en el centro de la acción.

### Casting
Arnold Schwarzenegger conversó con Black acerca de regresar a la película como su personaje después de la primera película de Depredador. El rapero 50 Cent también habló de la posibilidad de participar en la película, pero terminó abandonando la idea. Para septiembre de 2016, Benicio del Toro había firmado para protagonizar la película. Sin embargo, en el mes siguiente, Boyd Holbrook reemplazó a Del Toro, quien dejó el proyecto debido a problemas de programación. En noviembre de 2016, Olivia Munn se unió al elenco. En enero de 2017, Trevante Rhodes, Keegan-Michael Key, Sterling K. Brown, Thomas Jane y Jacob Tremblay también se unieron al reparto. En febrero de ese año, Alfie Allen e Yvonne Strahovski se agregaron al elenco. En marzo, para el último papel principal, fue seleccionado Augusto Aguilera, mientras que Jake Busey también fue seleccionado para un papel secundario. Edward James Olmos también se unió al reparto en el rol de Sánchez, un general militar. En agosto, Olmos anunció que su rol había sido eliminado del corte final de la cinta para reducir la duración, ya que su personaje no era tan importante para la trama.

### Rodaje
La filmación estaba programada para comenzar en febrero de 2017 en Vancouver, Columbia Británica, Canadá. El 21 de noviembre de 2016, se confirmó que Larry Fong sería contratado como director de fotografía de la película. Black anunció en su cuenta oficial de Twitter que la filmación comenzó el 20 de febrero de 2017. La filmación concluyó el 2 de junio de 2017. La fotografía adicional en Vancouver tuvo lugar en marzo de 2018. Keegan-Michael Key declaró que el tercer acto de la película fue en su mayoría reescrito y que se regrabó principalmente durante la fotografía adicional.

### Música
Henry Jackman escribió la banda sonora para la película.

## Lanzamiento
El Depredador fue programada originalmente por 20th Century Fox para una fecha de lanzamiento el 2 de marzo de 2018, antes de que la fecha se adelantara al 9 de febrero de 2018. Luego se retrasó hasta el 3 de agosto de 2018. En febrero de 2018, el estreno de la cinta se retrasó hasta el 14 de septiembre de 2018. La película se estrenó en los cines en formato IMAX y tradicional.

## Recepción
The Predator ha recibido reseñas mixtas de parte de la crítica y la audiencia. En el sitio web especializado Rotten Tomatoes, la película posee una aprobación de 32%, basada en 248 reseñas, con una calificación de 4.8/10, mientras que de parte de la audiencia tiene una aprobación de 43%, basada en 4.945 votos, con una calificación de 2.9/5.
El sitio web Metacritic le ha dado a la película una puntuación de 48 de 100, basada en 49 reseñas, indicando "reseñas mixtas". Las audiencias encuestadas por CinemaScore le han dado a la película una "C+" en una escala de A+ a F, mientras que en el sitio IMDb los usuarios le han dado una calificación de 5.8/10, sobre la base de 40.091 votos.

## Premios y nominaciones

### EDA Special Mention Award Alliance of Women Film Journalists
| Año  | Categoría                                      | Nominación   | Resultado |
| ---- | ---------------------------------------------- | ------------ | --------- |
| 2018 | Remake or Sequel That Shouldn’t Have Been Made | The Predator | Nominada  |

### Fright Meter Awards
| Año  | Categoría   | Nominación   | Resultado |
| ---- | ----------- | ------------ | --------- |
| 2018 | Best Makeup | The Predator | Nominada  |

### Golden Schmoes Awards
| Año  | Categoría                          | Nominación   | Resultado |
| ---- | ---------------------------------- | ------------ | --------- |
| 2018 | BIGGEST DISAPPOINTMENT OF THE YEAR | The Predator | Ganadora  |

### Golden Trailer Awards
| Año  | Categoría                                                                       | Nominación       | Estudio          | Agencia            | Resultado |
| ---- | ------------------------------------------------------------------------------- | ---------------- | ---------------- | ------------------ | --------- |
| 2019 | Golden Fleece TV Spot (for a Feature Film) Best Summer Blockbuster 2018 TV Spot | Predator Upgrade | Fox              | Rogue Planet       | Nominado  |
| 2019 | Best Voice Over TV Spot (for a Feature Film)                                    | The Predator     | 20th Century Fox | Trailer Park, Inc. | Nominado  |
| 2019 | Best Thriller Poster                                                            | The Predator     | Fox              | Concept Arts       | Nominado  |

## Clasificación por edades
| País      | Clasificación                          |
| --------- | -------------------------------------- |
| Australia | MA15+                                  |
| Austria   | 16                                     |
| Argentina | +13 (con advertencia)                  |
| Brasil    | +18 +16 (re-clasificación)             |
| Canadá    | 18A (Alberta) 18A (Columbia Británica) |
| Alemania  | 16                                     |
| Hong Kong | IIB                                    |
| Hungría   | 18                                     |
| Indonesia | 17+                                    |
| Islandia  | 16                                     |

| País           | Clasificación |
| -------------- | ------------- |
| Japón          | R-15          |
| Malasia        | 18            |
| México         | B-15          |
| Países Bajos   | 16            |
| Nueva Zelanda  | R16           |
| Noruega        | 16            |
| Filipinas      | R-13          |
| Portugal       | M/14          |
| Singapur       | M18           |
| Corea del Sur  | 18            |
| España         | 16            |
| Reino Unido    | 15            |
| Estados Unidos | R             |